# Pilumnus nudimanus
Pilumnus nudimanus är en kräftdjursart som beskrevs av M. J. Rathbun 1901. Pilumnus nudimanus ingår i släktet Pilumnus och familjen Pilumnidae. Inga underarter finns listade i Catalogue of Life.